# Matome Ugaki
Pour les articles homonymes, voir Ugaki (homonymie).
Matome Ugaki (宇垣 纏, Ugaki Matome), né le 15 février 1890 à Okayama au Japon et mort le 15 août 1945 au large d'Okinawa, est un amiral de la Marine impériale japonaise pendant la Seconde Guerre mondiale.
Chef d'état-major de la Flotte combinée, d'août 1941 à avril 1943, alors que l'amiral Yamamoto en était le commandant en chef, puis commandant de l'escadre des cuirassés géants japonais en 1944, il est mort en kamikaze. Il a tenu un journal intime vaste et révélateur de la guerre.

## Carrière

### Avant laguerre du Pacifique
Matome Ugaki, admis à l'Académie navale impériale du Japon dans la 40e promotion en 1912, classé 9e sur 144 cadets, sert comme midship (Shōi Kōhosei), sur le croiseur cuirassé Azuma, et le croiseur Hirado. Comme enseigne de vaisseau (Shōi et Chūi) de 1913 à 1918, il suit les cours de l'École de canonnage et de l'École de torpillage, puis est embarqué sur le croiseur cuirassé reclassé croiseur de bataille Ibuki, le croiseur de bataille tout récent Kongō, le croiseur cuirassé Iwate, et le destroyer de 2e classe Nara. Promu lieutenant de vaisseau (Daii) en 1918, il se spécialise en artillerie navale, en suivant les cours avancés de l'École de canonnage, et dans les fonctions de responsable de l'artillerie sur le destroyer Minekaze, et sur le Kongō. En 1924, il appartient à la 22e promotion de l'École de guerre navale et est promu capitaine de corvette (Shōsa). Responsable de l'artillerie du croiseur Ōi, en 1925, puis à l'État-Major Général de la Marine, il est en poste en Allemagne à partir de 1928, il est promu capitaine de frégate (Chūsa) fin 1928, et rentre au Japon en 1930, pour rejoindre l'état-major de la 5e escadre, puis de la 2e flotte. Il enseigne pendant un an à l'École de guerre navale. Promu capitaine de vaisseau (Daisa) en 1932, il rejoint l'état-major de la Flotte combinée et de la 1re flotte, puis commande le croiseur cuirassé Yakumo et le cuirassé Hyuga. Il est promu contre-amiral en 1938, et est nommé chef du 1er bureau de l'État-Major Général de la Marine, puis commandant de la 8e escadre (les croiseurs Tone et Chikuma), en avril 1941 et chef d'état-major de la Flotte combinée en août 1941.

### Chef d'état-major de la Flotte combinée (1941-1943)

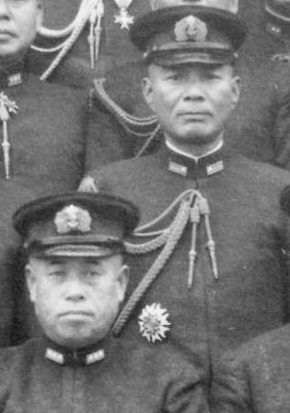
Le vice-amiral Ugaki et l'amiral Yamamoto (en bas).

Le contre-amiral Ugaki est alors le plus proche collaborateur de l'amiral Yamamoto dans cette fonction, qu'il occupe pendant l'attaque de Pearl Harbor, pendant l'offensive victorieuse du début de 1942, mais aussi pendant les batailles de la mer de Corail, de Midway, des Salomon orientales, des îles Santa Cruz et de Guadalcanal. Il est nommé vice-amiral en décembre 1942. Lorsqu'en avril 1943, après l'opération I-Go, l'amiral Yamamoto décide une tournée d'inspection dans les îles Salomon, le vice-amiral Ugaki l'accompagne. Lorsque leurs deux avions sont abattus, par des chasseurs américains P-38, le 18 avril 1943 au-dessus de Bougainville, dans l'opération que les Américains ont baptisé du nom de code « Vengeance », l'appareil du vice-amiral Ugaki s'écrase en mer, et Matome Ugaki est un des trois survivants.

### Commandant de la1redivisionde cuirassés (mai-novembre 1944)
Le 3 mai 1944, le vice-amiral Ugaki, remis de ses blessures, prend le commandement de la 1re division de cuirassés qui est constituée du cuirassé Nagato et des deux cuirassés géants de 72 000 tonnes, Yamato et Musashi. Le vice-amiral Ugaki met sa marque sur le Yamato.
La 1re division de cuirassés à la mi-mai quitte le mouillage des îles Lingga, à proximité de Singapour, pour celui de Tawi-Tawi, au sud des Philippines. Lorsque les forces du général MacArthur débarquent sur l'île de Biak, au nord-est de la Nouvelle-Guinée, le 10 juin, la 1re division de cuirassés appareille pour aller en renforcer la défense. Le vice-amiral Ugaki est encore en route lorsqu'il reçoit l'ordre de rejoindre la 1re flotte mobile du vice-amiral Ozawa, qui se porte vers Saipan, pour contrer l'attaque de la Ve flotte de l'amiral Spruance contre les îles Mariannes. La 1re division ne reçoit que des dégâts minimes pendant la bataille de la mer des Philippines et regagne le mouillage des îles Lingga à la mi-juillet.
En octobre, dans le cadre du Plan Sho-go de défense des Philippines, la 1re division de cuirassés, accompagnée des cuirassés rapides Kongō et Haruna et de dix croiseurs lourds, doit, au sein de la Force d'attaque et de diversion no 1 du vice-amiral Kurita, aller attaquer les forces amphibies américaines qui débarquent sur la côte orientale de l'île de Leyte. La 1re division de cuirassés quitte le mouillage de îles Lingga, le 18 octobre, relâche du 20 au 22 en baie de Brunei, à Bornéo puis met cap au nord-est, à l'ouest de Palawan. Aux premières heures du 23 octobre, l'attaque de deux sous-marins américains a coulé deux croiseurs lourds, dont l'Atago, navire amiral du vice-amiral Kurita. Le temps que celui-ci ait été recueilli par un destroyer et ait pu embarquer, vers 16 h 30 sur le Yamato, le vice-amiral Ugaki a exercé le commandement de la Force d'attaque et de diversion no 1.

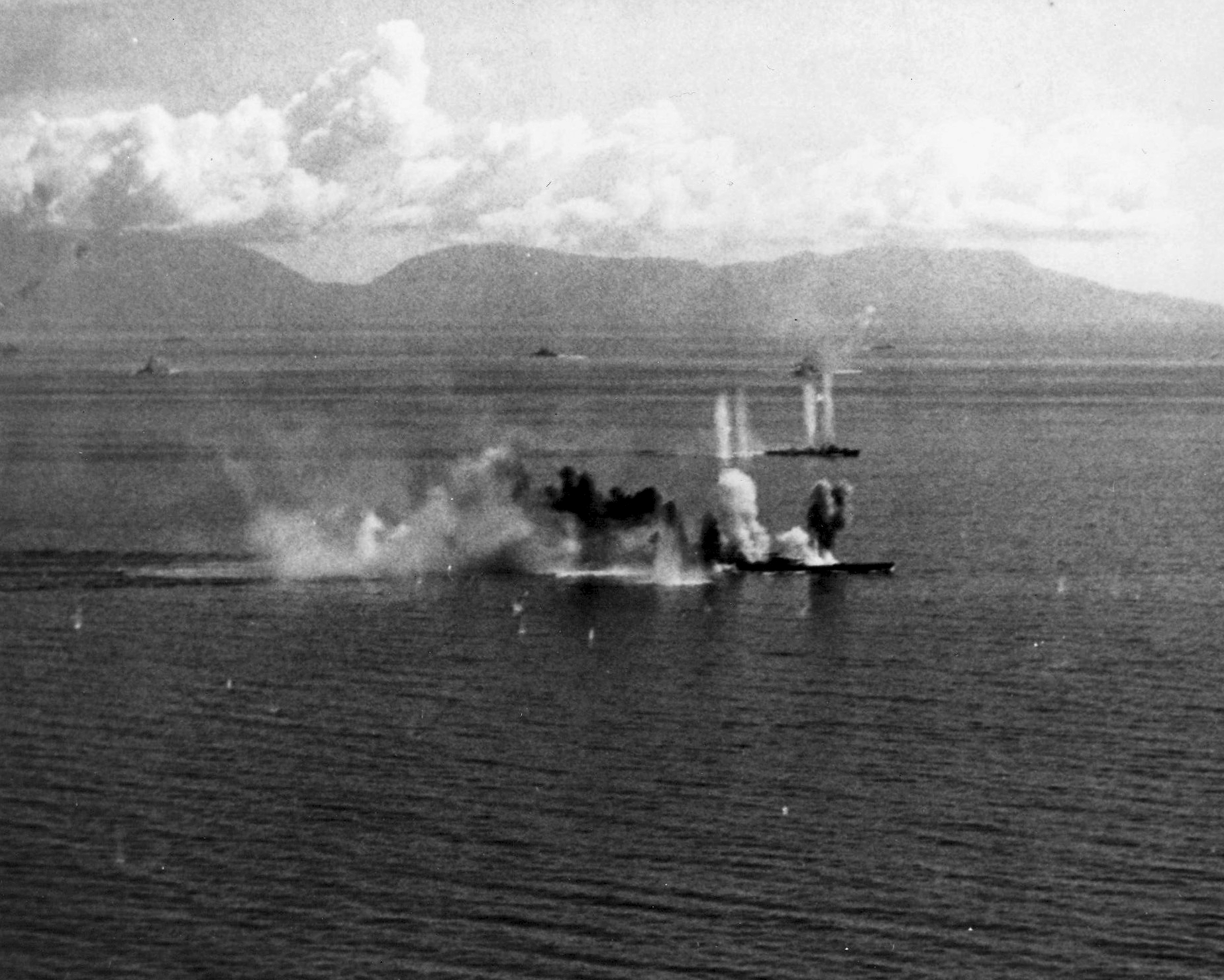
Le cuirassé Musashi sous les bombes américaines en mer de Sibuyan, le 24 octobre 1944.

Le lendemain 24 octobre, en mer de Sibuyan, la 1re division de cuirassés, est la cible principale de l'aviation embarquée des porte-avions rapides de la IIIe flotte de l'amiral Halsey. Sans couverture de chasse, l'aviation japonaise basée à terre préférant concentrer ses attaques sur les porte-avions américains, le cuirassé Musashi subit ainsi les attaques de vagues de bombardiers en piqué et de bombardiers-torpilleurs, au point qu'en fin d'après-midi, le vice-amiral Kurita décide de faire demi-tour. Vers 19 h 30, le Musashi, qui a reçu 16 torpilles et 18 bombes, finit pas chavirer,. L'amiral Halsey en conclut que la « Force centrale » du vice-amiral Kurita a son compte, et qu'il peut partir à l'attaque des porte-avions du vice-amiral Ozawa que des reconnaissances aériennes ont enfin repérés au large de Luçon. Mais, pressé par l'amiral Toyoda, le vice-amiral Kurita remet cap à l'est, et franchit dans la nuit, sans opposition, le détroit de San-Bernardino.

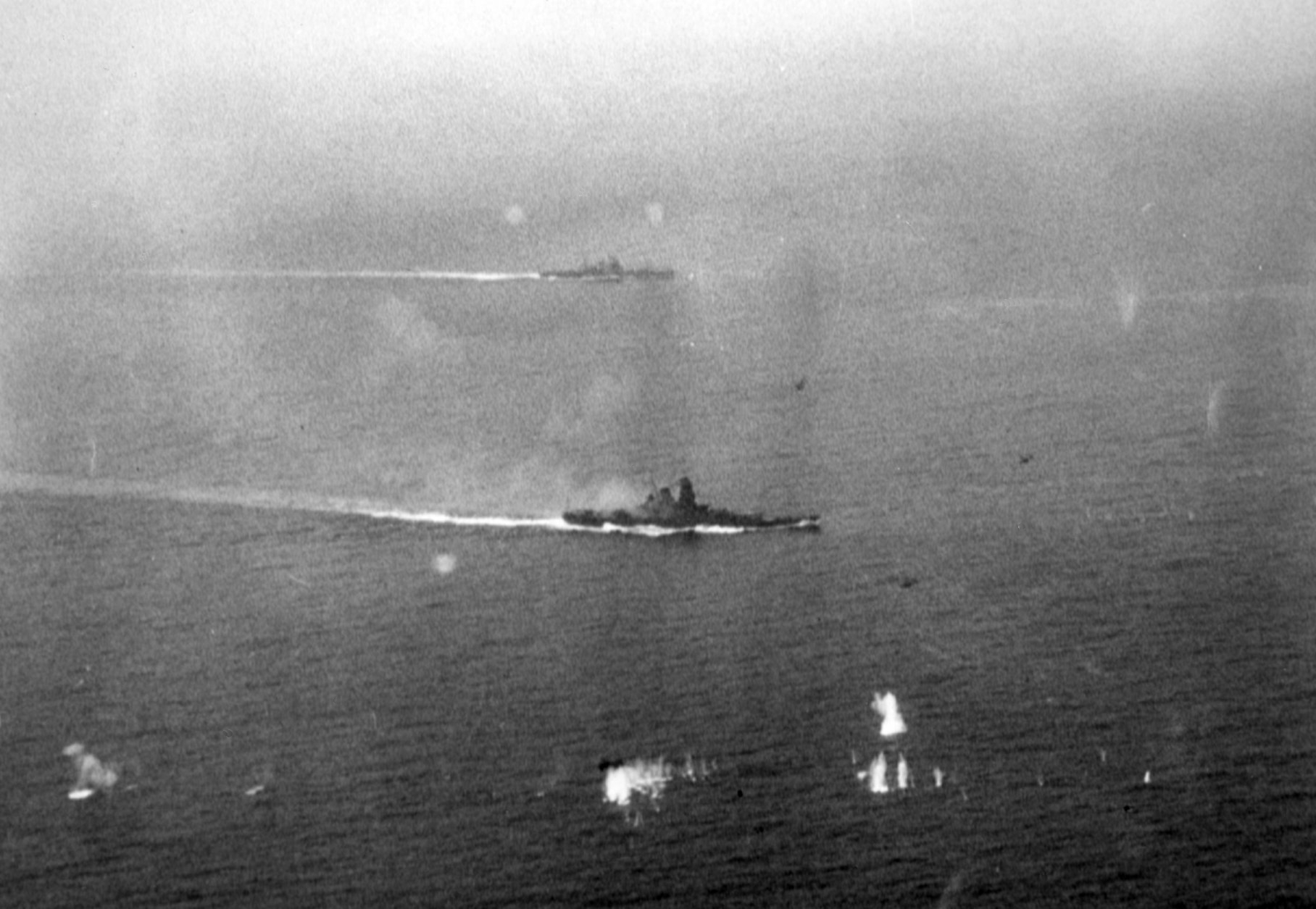
Le cuirassé s'avance à la bataille, accompagné d'un croiseur lourd de la, le 25 octobre 1944 au matin, au large de Samar.

Le 25 octobre, dès avant 7 h, au large de Samar, cuirassés et croiseurs lourds japonais emmenés par le Yamato, vont canonner pendant près de trois heures, des porte-avions d'escorte de la VIIe flotte américaine, chargés de la couverture rapprochée des troupes américaines ayant débarqué sur l'île de Leyte. Surclassés, les navires américains vont opposer une résistance acharnée, le Yamato va ainsi être momentanément contraint de sortir de la ligne de bataille devant la vigueur des attaques de destroyers,. À 9 h 30, le vice-amiral Kurita arrête son attaque, et après avoir longtemps hésité, prend la route du retour, franchissant le détroit de San Bernardino vers 22 h, alors que l'amiral Halsey, revenu à grande vitesse avec ses cuirassés les plus rapides USS New Jersey et Iowa n'est plus qu'à quarante nautiques.
La 1re division de cuirassés est dissoute le 15 novembre.

### «Le dernierkamikaze»

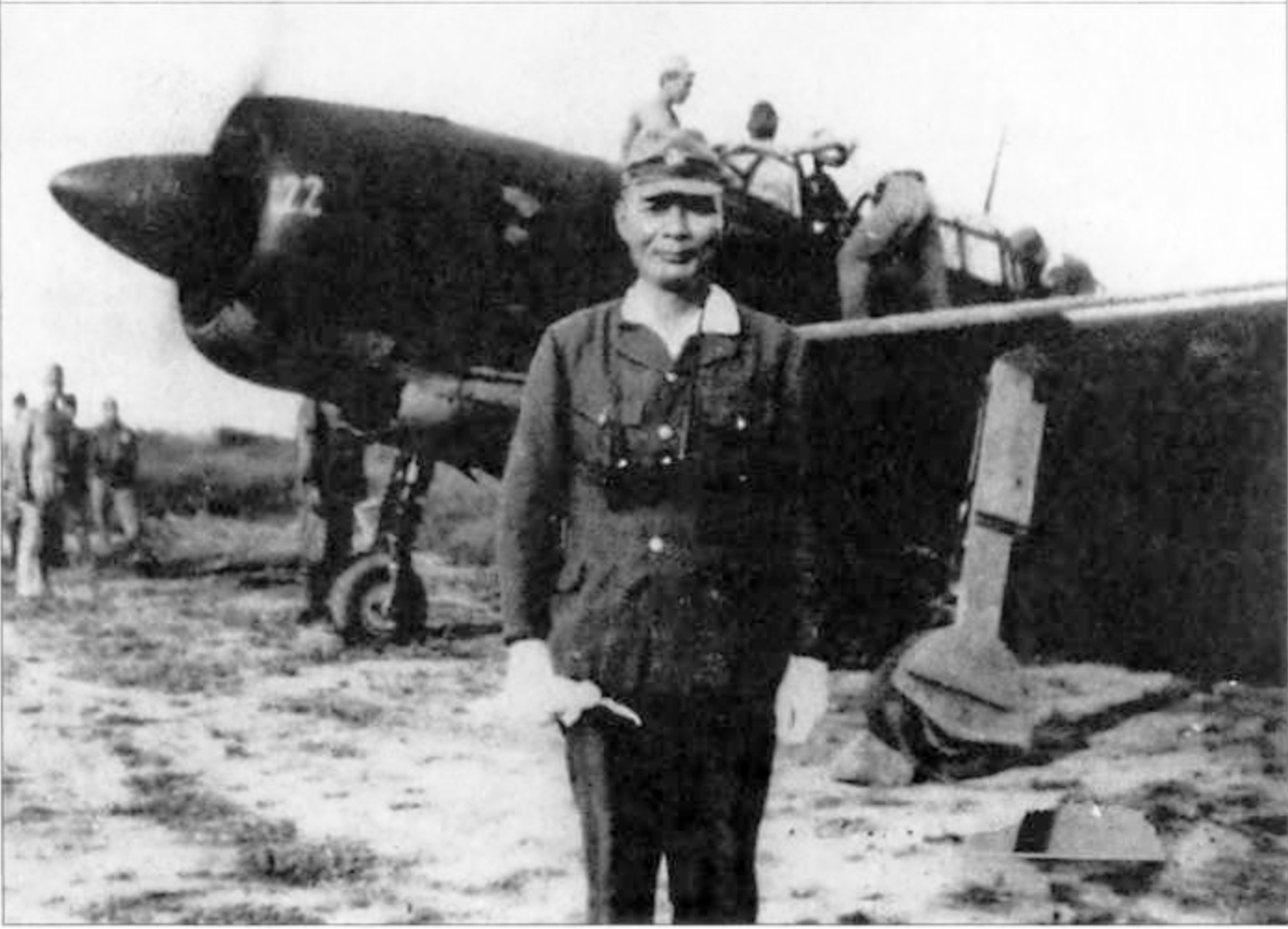
L'amiral Ugaki posant avant sa mission kamikaze.

Le 10 février 1945, le vice-amiral Ugaki est nommé commandant en chef de la 5e flotte aérienne, basée sur Kyūshū, la plus méridionale des cinq grandes îles du Japon. Cette position lui a donné un rôle considérable dans les batailles d'Iwo Jima et d'Okinawa. L'aviation japonaise a ainsi réussi, devant Iwo Jima, à endommager très gravement l'USS Saratoga, et à couler l'USS Bismarck Sea. Pendant les bombardements de l'aviation embarquée américaine sur les bases de Kyūshū, ce sont les USS Enterprise, Yorktown, Wasp qui ont été endommagés par les bombardiers japonais, et surtout l'USS Franklin, qui n'a jamais retrouvé le service actif. Pour la défense d'Okinawa, l'aviation japonaise basée à terre a eu recours aux kamikaze, qui avec 1 400 attaques ont représenté 50 % des attaques aériennes menées d'avril à juin. Furent notamment victimes de ces attaques aériennes les deux navires amiraux successifs de l'amiral Spruance, l'USS Indianapolis et le vieux cuirassé USS New Mexico (touché par un navire-suicide), mais ce furent surtout les destroyers piquets radar qui eurent à en souffrir comme l'USS Laffey (DD-724), le 15 avril, à 30 nautiques d'Okinawa,.
Après le discours impérial acceptant la capitulation du Japon, le vice-amiral Ugaki décide de participer à une dernière mission kamikaze à bord d'un Yokosuka D4Y Suisei contre les navires alliés au large d'Okinawa, le 15 août 1945. Avant d'embarquer, Matome Ugaki a posé pour des photographies, dans un simple uniforme vert foncé sans insigne de grade, tenant à la main une courte épée de cérémonie que lui avait donnée l'amiral Yamamoto. Toutefois, les documents de l'US Navy ne font état d'aucune attaque kamikaze réussie ce jour-là, et il est probable que tous les avions de la mission, dont celui du vice-amiral Ugaki, ont été abattus par la défense anti-aérienne américaine. Le lendemain matin, l'équipage du navire de débarquement américain LST-926 a trouvé les restes encore fumants d'un cockpit avec trois corps sur la plage d'Ishikawajima. Un de ceux-ci, la tête écrasée et le bras droit manquant, portait un uniforme vert foncé, et une épée courte a été trouvée à proximité. Matome Ugaki est le dernier kamikaze mort au combat.